# Eutymiusz I (patriarcha Jerozolimy)
Eutymiusz I – prawosławny patriarcha Jerozolimy do 1084 r.